# Церковь Стефана Архидиакона
Церковь Стефана Архидиакона (Архидьяконовская церковь) — бывший православный храм в слободе Ефремово-Степановка Области Войска Донского.

## История
Первая деревянная церковь в слободе была построена в 1774 году стараниями бывшего войскового атамана Степана Даниловича Ефремова, имела один престол Во имя Архидьякона Стефана. Затем она была разобрана и передана в хутор Боков. Вместо нее на этом же месте в 1864 году на средства войскового старшины Александра Николаевича Ефремова вместе с его братьями построена каменная церковь. Храм имел деревянные своды, покрытые листовым железом, имел колокольню и каменную ограду. В нём было три престола: главный — Во имя Святого Апостола Первомученника и Архидьякона Стефана, второй — Во имя святителя и чудотворца Николая, и третий  — Во имя Божьей Матери всех скорбящих радости (был пристроен на средства купца Саввы Антиповича Толкачева). По духовному завещанию Саввы Толкачева, с осени 1892 года, его наследниками было отведено в пользу причта 35 десятин земли из участка на Белом колодезе.
Церкви принадлежало караульное помещение и помещение для школы с одной комнатой. Оба здания тоже были каменными и покрыты листовым железом. Храм посещали жители окрестных поселений — поселка Калушкина (в 10 верстах), слободы Курнаковой (в 15 верстах), слободы Криворожье (в 17 верстах), слободы Поздеевой (в 17 верстах) и слободы Большинской (в 17 верстах). 26 июня 1894 года к храму Стефана Архидиакона была приписана Рождество-Богородицкая церковь поселка Лютова (построена в 1886 году), которая находилась в 20 верстах.
Приходское попечительство было открыто в феврале 1894 года. В этом приходе находилось двухклассное училище, открытое в 1877 году, школа грамоты, открытая в 1886 году, а также школы грамоты в поселках Егоровском и Александровском.
После Гражданской войны, в 1924 году, храм был закрыт. В июле 1935 года с него сняли колокола, помещение использовали под зернохранилище, позднее — под клуб. Со временем церковь была заброшена и пришла в запустение. В 2010-х годах силами небольшого местного прихода церковь начала восстанавливаться. Настоятелем прихода храма Первомученика Архидиакона Стефана является иерей Михаил Владимирович Вишневский.